# Farmington (Virginia)
Farmington  es una ciudad ubicada en  el estado de Virginia, del condado de Marion.

## Demografía
Según el censo de los EE. UU. del año 2000 su población era de 387 habitantes.  En 2006 se estimó una población de 388, con un aumento de 1 (0,3%).  

## Geografía
Según el United States Census Bureau tiene un área de 1,1 km ², de los cuales 1,1 kilómetros cuadrados están cubiertos por tierra y 0,0 km ² cubiertos por agua .